# El conquistador del fin del mundo (Argentina)
El conquistador del fin del mundo es la versión argentina del reality vasco homónimo, un programa de telerrealidad de riesgo y aventura que está considerado uno de los concursos más extremos de la televisión. La edición argentina del reality se estrenó en 2008, presentada por Fabián Mazzei. Tras los escasos resultados de audiencia, el programa no fue renovado para una segunda temporada.

## Producción
A principios de 2008, Canal Trece de Argentina fue el encargado de trasmitir el formato únicamente para el público argentino. El Canal ya había incursionado la realización de otros reality shows de aventura, habiendo emitido dos temporadas de Expedición Robinson y dos de Fort Boyard. La producción estuvo a cargo de la productora Promofilm (concesionaria en Argentina de Globomedia) que invirtió cerca de dos millones y medio de pesos para la realización del ciclo.
La elección de los dieciséis concursantes se hizo sobre una base de diez mil aspirantes. El programa se filmó en puntos de Esquel y alrededores, de manera diferida a su emisión. Recién en su tramo final, los participantes fueron trasladados a Tierra del Fuego para competir hasta llegar al Faro del Fin del Mundo. Solo un participante, Nicolás Wolff, logró ser coronado como el Conquistador del Fin del Mundo, obteniendo un premio de unos $ 50.000.
El programa comenzó el viernes 25 de enero, a las 22.30 (UTC-2), bajo la conducción del actor Fabián Mazzei, guion de Fito Maña, dirección de Santiago Sánchez y producción ejecutiva de Luis Fernández. La medición de audiencia del estreno fue de unos magros 8,5 puntos promedio, algo muy pobre para el prime time de la pantalla de Canal 13. La crítica señaló a Mazzei, en su debut como conductor, como frío y monocorde.
El programa se centra en la difícil convivencia y en la experiencia de supervivencia de los participantes. Para el primer objetivo, el casting proveyó al programa desde un ex presidiario a una animadora de fiestas infantiles, pasando por una trapecista, un odontólogo y un actor transformista. Para el segundo, se les entregó para su estadía, a ambos grupos, tan solo un kit de supervivencia, que incluye madera y herramientas para construir un refugio, y una cierta cantidad de alimentos que tienen que racionar para que les dure dos días. Otra de las mayores complicaciones con las que los participantes se encontraron es la falta de fuego (aunque más tarde lo obtendrían mediante la superación de pruebas). Sobre la dureza de la experiencia, el conductor del ciclo comentó:

Acá no te arreglás el pelo, no te dan de comer, no te bañás, es totalmente distinto. El que vino pensando que iba a ser como los otros ciclos, la está pasando muy mal y está abandonando. Pero hay otros que quieren superarse, que están buscando un desafío personal y que logran encontrarse con ellos mismos.
Fabián Mazzei, para La Nación.

## Participantes
El programa comenzó con dieciséis participantes, divididos en dos grupos de 8 personas (4 hombres y 4 mujeres), los Cóndores y los Pumas. Tras cada competencia, el equipo ganador obtiene la inmunidad, mientras que con el otro se organiza una asamblea entre sus miembros para elegir a dos participantes, que deben retarse en un duelo de eliminación. El perdedor abandona la competencia, aunque desde el tercer episodio se les dio la oportunidad de permanecer en el programa en el destierro.
A partir del quinto episodio, se dio a conocer que la estadía en el Destierro era voluntaria. Chucho optó por dejar el programa en ese mismo episodio, decisión que más tarde compartirían Luciana en el séptimo, y Martín en el octavo, el mismo durante el cual había perdido el duelo. Por otro lado, al final del sexto episodio, los equipos dejaron de existir, pasando a formar parte de un solo campamento, y la competencia se volvió individual.
| Concursante               | Edad    | Ocupación                                       | Equipo   | Clasificación                           |
| ------------------------- | ------- | ----------------------------------------------- | -------- | --------------------------------------- |
| Nicolás Wolff             | 32 años | Supervisor de ventas de una compañía telefónica | Pumas    | GANADOR                                 |
| Nicolás Yannicelli, Kalel | 31 años | Profesor de Educación Física                    | Cóndores | Finalista: segundo lugar 2.º desterrado |
| Gastón Francesconi        | 34 años | Apicultor y artesano                            | Cóndores | Finalista: tercer lugar                 |
| Damián Aquino             | 32 años | Empleado en call center y ex "patovica"         | Cóndores | Finalista: cuarto lugar                 |
| Fernando Tarruella        | 35 años | Comerciante                                     | Cóndores | Finalista: quinto lugar                 |
| María Laura Gandara       | 26 años | Trapecista y acróbata profesional               | Cóndores | 6.ª desterrada: eliminada               |
| Romina Villola            | 32 años | Madre                                           | Pumas    | 5.ª desterrada: eliminada               |
| Leslie Velletri Cubilla   | 27 años | Azafata                                         | Pumas    | 4.ª desterrada: eliminada               |
| Paula Fenoglio            | 22 años | Estudiante de Psicología                        | Cóndores | 3.ª desterrada: eliminada               |
| Jaquelina Torio           | 40 años | Profesora de pilates                            | Cóndores | 7.ª eliminada                           |
| Martín Cousillas          | 25 años | Odontólogo                                      | Pumas    | 5.º desterrado: abandonó 6.º eliminado  |
| Luciana Limardo           | 22 años | Desempleada                                     | Pumas    | 4.ª desterrada: abandonó 5.ª eliminada  |
| Pablo Fernández, Chucho   | 45 años | Celador forense                                 | Pumas    | 1.er desterrado: abandonó 4.º eliminado |
| Florencia Amicarelli      | 21 años | Estudiante de Nutrición                         | Pumas    | 3.ª eliminada                           |
| Pablo Galli               | 33 años | Actor transformista                             | Pumas    | 2.º eliminado                           |
| Sabrina Cohen             | 23 años | "Buscavidas"                                    | Cóndores | 1.ª eliminada                           |

## Duelos
| Primer etapa: por equipos             |               |                                                                  |                                          |                                    |
| Episodio                              | Equipo inmune | Nominado por compañeros                                          | Nominado por capitán                     | Eliminado / Desterrado             |
| 01                                    | Pumas         | Sabrina 6/8 votos                                                | Paula (Por Kalel)                        | Sabrina Eliminada                  |
| 02                                    | Cóndores      | Pablo 6/8 votos                                                  | Florencia (Por Chucho)                   | Pablo Eliminado                    |
| 03                                    | Cóndores      | Chucho 4/7 votos                                                 | Martín (Por Luciana)                     | Chucho En destierro (lo abandonó)  |
| 04                                    | Pumas         | Laura 3/7 votos                                                  | Kalel (Por Paula)                        | Kalel En destierro                 |
| 05                                    | Cóndores      | Florencia 5/6 votos                                              | Luciana (Por Martín)                     | Florencia Eliminada sin duelo      |
| 06                                    | Pumas         | Paula 3/6 votos                                                  | Fernando (Por Damián)                    | Paula En destierro                 |
| Segunda etapa: unificación de equipos |               |                                                                  |                                          |                                    |
| Episodio                              | Inmune        | Nominado por compañeros                                          | Segundo duelista Elegido por el nominado | Eliminado / Desterrado             |
| 07                                    | Gastón        | Luciana 9/10 votos                                               | Nicolás                                  | Luciana En destierro (lo abandonó) |
| 08                                    | Gastón        | Damián 4/9 votos                                                 | Martín                                   | Martín En destierro (lo abandonó)  |
| 09                                    | Gastón        | Leslie 4/8 votos                                                 | Laura                                    | Leslie En destierro                |
| 10 - A                                | Gastón        | Romina y Fernando 3/7 votos cada uno Gastón desempató por Romina | Laura                                    | Romina En destierro                |
| 10 - B                                | Fernando      | Gastón 5/6 votos                                                 | Laura                                    | Laura En destierro                 |
| 11                                    | Gastón        | Fernando 5/6 votos                                               | Jaquelina                                | Jaquelina Eliminada                |

### Etapa final
| Duelo                 |                                       |                                       |
| Nominado en destierro | Nominados en asamblea                 | Eliminado                             |
| Kalel                 | Nicolás y Fernando 2/4 votos cada uno | Fernando Kalel desempató por Fernando |
| Desafío de inmunidad  |                                       |                                       |
| Primer pareja         | Segunda pareja                        | Eliminado                             |
| Nicolás y Gastón      | Kalel y Damián                        | Damián                                |
| Carrera al faro       |                                       |                                       |
| Tercer lugar          | Segundo lugar                         | Conquistador del fin del mundo        |
| Gastón                | Kalel                                 | Nicolás Wolff                         |

## Tabla semanal
|           | 1        | 2         | 3          | 4          | 5          | 6          | 7          | 8          | 9          | 10        | 11        | Final          |
| --------- | -------- | --------- | ---------- | ---------- | ---------- | ---------- | ---------- | ---------- | ---------- | --------- | --------- | -------------- |
| Nicolás   | Salvado  | Salvado   | Salvado    | Salvado    | Salvado    | Salvado    | Salvado    | Salvado    | Salvado    | Nominado  | Favorito  | GANADOR        |
| Kalel     | Favorito | Salvado   | Desterrado | Desterrado | Desterrado | Desterrado | Desterrado | Desterrado | Desterrado | Nominado  | Nominado  | 2.º finalista  |
| Gastón    | Salvado  | Salvado   | Salvado    | Salvado    | Favorito   | Favorito   | Favorito   | Nominado   | Favorito   | Favorito  | Salvado   | 3.er finalista |
| Damián    | Salvado  | Salvado   | Salvado    | Favorito   | Salvado    | Salvado    | Salvado    | Salvado    | Salvado    | Salvado   | Nominado  | Eliminado      |
| Fernando  | Salvado  | Salvado   | Salvado    | Nominado   | Nominado   | Nominado   | Nominado   | Favorito   | Nominado   | Nominado  | Eliminado | Eliminado      |
| Jaquelina | Salvada  | Salvada   | Salvada    | Salvada    | Salvada    | Salvada    | Salvada    | Salvada    | Nominada   | Eliminada | Eliminada | Eliminada      |
| Laura     | Salvada  | Salvada   | Salvada    | Salvada    | Nominada   | Nominada   | Nominada   | Nominada   | Eliminada  | Eliminada | Eliminada | Eliminada      |
| Romina    | Salvada  | Salvada   | Salvada    | Salvada    | Salvada    | Salvada    | Nominada   | Eliminada  | Eliminada  | Eliminada | Eliminada | Eliminada      |
| Leslie    | Salvada  | Salvada   | Salvada    | Salvada    | Salvada    | Nominada   | Eliminada  | Eliminada  | Eliminada  | Eliminada | Eliminada | Eliminada      |
| Paula     | Nominada | Salvada   | Salvada    | Nominada   | Eliminada  | Eliminada  | Eliminada  | Eliminada  | Eliminada  | Eliminada | Eliminada | Eliminada      |
| Martín    | Salvado  | Salvado   | Favorito   | Salvado    | Abandonó   | Abandonó   | Abandonó   | Abandonó   | Abandonó   | Abandonó  | Abandonó  | Abandonó       |
| Luciana   | Salvada  | Salvada   | Nominada   | Nominada   | Abandonó   | Abandonó   | Abandonó   | Abandonó   | Abandonó   | Abandonó  | Abandonó  | Abandonó       |
| Florencia | Salvada  | Nominada  | Nominada   | Eliminada  | Eliminada  | Eliminada  | Eliminada  | Eliminada  | Eliminada  | Eliminada | Eliminada | Eliminada      |
| Pablo     | Salvado  | Nominado  | Eliminado  | Eliminado  | Eliminado  | Eliminado  | Eliminado  | Eliminado  | Eliminado  | Eliminado | Eliminado | Eliminado      |
| Chucho    | Salvado  | Favorito  | Abandonó   | Abandonó   | Abandonó   | Abandonó   | Abandonó   | Abandonó   | Abandonó   | Abandonó  | Abandonó  | Abandonó       |
| Sabrina   | Nominada | Eliminada | Eliminada  | Eliminada  | Eliminada  | Eliminada  | Eliminada  | Eliminada  | Eliminada  | Eliminada | Eliminada | Eliminada      |

1. ↑  Luciana decidió abandonar en el momento que supo que estaba nominada, dejando nominados a sus otros dos compañeros.

## Audiencia
| Fecha      | Episodio    | Características del programa | Rating |
| ---------- | ----------- | --- | ------ |
| 25/01/2008 | Episodio 1  | Presentación, selección de los capitanes, desafío de inmunidad, prueba de bienestar, asamblea, duelo y eliminación.                                                                                           | 8.5    |
| 01/02/2008 | Episodio 2  | Desafío de inmunidad, prueba de bienestar, asamblea, duelo y eliminación. | 10.8   |
| 08/02/2008 | Episodio 3  | Desafío de inmunidad, prueba de bienestar, asamblea, duelo y eliminación. | 10.0   |
| 15/02/2008 | Episodio 4  | Desafío de inmunidad, prueba de bienestar, asamblea, duelo y eliminación. | 9.1    |
| 22/02/2008 | Episodio 5  | Desafío de inmunidad, asamblea, duelo y eliminación. | 8.6    |
| 29/02/2008 | Episodio 6  | Desafío de inmunidad, asamblea, duelo y eliminación. | 10.9   |
| 07/03/2008 | Episodio 7  | Unificación, primer desafío individual de inmunidad y bienestar, asamblea, duelo y eliminación, segundo desafío individual de inmunidad y asamblea.                                                           | 10.4   |
| 14/03/2008 | Episodio 8  | Duelo y eliminación, desafío de inmunidad y bienestar, asamblea. | 10.0   |
| 21/03/2008 | Episodio 9  | Duelo y eliminación, cartas de familiares, desafío de inmunidad, asamblea. | 8.8    |
| 28/03/2008 | Episodio 10 | Duelo y eliminación, desafío de inmunidad, asamblea, duelo y eliminación. | 11.4   |
| 04/04/2008 | Episodio 11 | Desafío de inmunidad, asamblea, duelo y eliminación, competencia entre los desterrados por un lugar en la final.                                                                                              | 8.7    |
| 11/04/2008 | Episodio 12 | Episodio final. Duelo y primer eliminación, competencia de inmunidad en parejas, segunda eliminación y carrera al faro en kayaks. Nicolás es el primero en alzar la bandera argentina, consagrándose ganador. | 9.2    |